# جاين كوكس
جاين كوكس (بالإنجليزية: Jane Cox)‏ هي ممثلة بريطانية، ولدت في 1956.

## أعمال

### مسلسلات
- إميرديل

## وصلات خارجية
- جاين كوكس على موقع IMDb (الإنجليزية)
- جاين كوكس على موقع قاعدة بيانات الفيلم (الإنجليزية)